# Острова Сенявина
Острова Сенявина (англ. Senyavin Islands) — группа островов в Тихом океане, принадлежащая Федеративным Штатам Микронезии. Состоят из более крупного острова Понпеи (около 334 км²) и двух небольших атоллов Ант и Пакин. Общая площадь — 337,16 км². Население — 16 476 человек (2000 год). Открыты в 1828 году русским мореплавателем Фёдором Литке и названы в честь русского адмирала Дмитрия Сенявина (по другим источникам — названы в честь шлюпа «Сенявин»).